# Maitunata
La Maitunata, detto anche al plurale: le Maitunate o anche Maitinate, è una celebrazione festiva folkloristica dei popoli del Molise, e del sud dell'Abruzzo, nata dai canti corali dei pastori del XVIII secolo.

## Storia e descrizione
Le Maitunate nacquero dai canti dei pastori molisani e abruzzesi del 1700. Da quel momento, fino ad oggi, esse vengono cantate da un gruppo corale nei periodi di Natale e di Capodanno. La cultura delle Maitunate a volte si mischia a quella dello zampognaro, il cui compito principale è quello di cantare e suonare canzoni religiose; tuttavia lo strumento della zampogna e della ciaramella è ben accetto nelle Maitunate.
Le Maitunate, dunque, sono un insieme di canti e ritornelli, stornelli cantati da per le vie da un gruppo di paesani, che chiedono qualcosa da mangiare alle porte delle famiglie. Il tema della Maitunata è vario, in gran parte dei casi buffonesco e goliardico, con allusioni alle qualità basse del popolo, proprio perché deve destinare l'ascoltatore all'allegria e al riso. Verso il periodo natalizio le Maitunate si fondono con i cori degli zampognari, e assumo un tema più solenne, dedicato a Cristo e alla sua nascita; successivamente a Capodanno il tema si trasforma in quello giocoso, in cui si invita la gente all'allegria e alla speranza verso un anno nuovo prolifico e vantaggioso.

## Gli strumenti
- Fisarmonica
- Organetto diatonico
- Strumenti a fiato della tradizione bandistica quali sax, trombe, tromboni, bassi tuba (molto diffusi a Gambatesa per la presenza di due bande musicali)
- Chitarra
- Tamburello
- Pacchetelle: Strumento in legno costituito da due tavolette rettangolari dotate di sonagli, unite da una sorta di cerniera. Per produrre il suono, le tavolette vengono battute l'una contro l'altra.
- Sunagliera : la triccheballacche.
- Strucuratora: tavola scanalata per fare il bucato che viene sfregata con una bacchetta in legno o in ferro per produrre il suono
- Bufù: tamburo a percussione
- Racanella: chitarra
- Mortaio

## La Maitunata di Castel di Sangro
Una tradizione di Castel di Sangro (Abruzzo), ormai caduta in disuso era la Matunata, che avveniva ogni 1º gennaio. In questa festa, i giovani castellani giravano per le vie della città cantando una canzone chiamata, appunto, La Matunata, con la quale chiedevano dolci e doni alla popolazione, casa per casa.

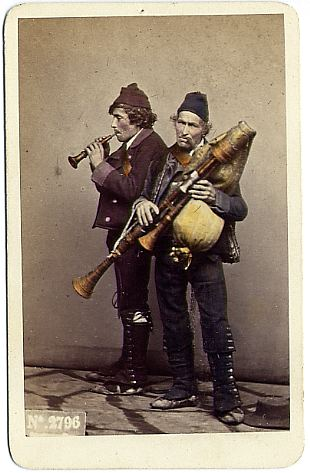
Due zampognari

Nel 1999 un'associazione guidata da Carmine Riccio tentò di rinnovare la tradizione, con una speciale matunata a cui parteciparono molti bambini delle scuole elementari. Fu tuttavia un evento isolato e dal 2000 si è tornati a non farla più.
Testo del canto "La Matunata"
Ritornello: Vale, vale, vale la matunata
1) A voi che siete insieme, a voi che siete insieme, a voi che siete insieme: la pace e il bene.
Ritornello
2) Ma non soltanto a voi, ma non soltanto a voi, ma non soltanto a voi, anche ai lontani.
Ritornello
3) O genti che credete, o genti che credete, o genti che credete, fate gran festa.
Ritornello
4) È nato un Bambinello, è nato un Bambinello, è nato un Bambinello, oh quanto è bello!
Ritornello
5) Ed Egli è il buon Gesù, ed Egli è il buon Gesù, ed Egli è il buon Gesù, il Redentore.
Ritornello
6) E gli angeli nel cielo, e gli angeli nel cielo, e gli angeli nel cielo, deh cantan gloria.
Ritornello
7) E cantan gloria a Dio, e cantan gloria a Dio, e cantan gloria a Dio e pace all'uomo.
Ritornello
8) Così l'abbiam pensata, così l'abbiam pensata, così l'abbiam pensata, vale vale la matunata.
Carofene e cannella, la nasceta de Criste, uéije... (il nome di un abitante della casa), ru buone Capedanne!
Ritornello
Criste nascenne e ru alle candanne, uejie ru padrone, ru buon Capedanne!
Ritornello
(dalla casa il capofamiglia rispondeva)
Ru buone Capedanne altrettande a segneria, vale, vale, vale la matunata!
(a questo punto il coro attaccava con le richieste)
- Se me disse nu presutte, se me disse nu presutte, se me disse nu presutte, me re magne assutte assutte!
- Se me disse na vendresca, se me disse na vendresca, se me disse na vendresca, me la magne fresca fresca!
- Se me disse na precoca, se me disse na precoca, se me disse na precoca, me la magne a poche a poche!
- Se me disse na castagna, se me disse na castagna, se me disse na castagna, puozze fa' nu re de Spagna!
- Se me disse na nucella, se me disse na nucella, se me disse na nucella, puozze fa' na femmenella!
- Se me disse nu becchiere, se me disse nu becchiere, se me disse nu becchiere, puozze fa' nu cavaliere!
- Se me disse na buttia, se me disse na buttia, se me disse na buttia, me la scole via via!

Prepara nu seggelone, prepara nu seggelone, prepara nu seggelone, ca mo arriva nu battaglione!
Ritornello
(finale) Vale, vale!
(oppure, se il padrone di casa rifiutava di aprire la porta o di offrire qualcosa):
Tanda fierre arrete alla porta, tanda diaule te ce portene!